# NGC 267
NGC 267 es un cúmulo abierto ubicado en la Pequeña Nube de Magallanes o NGC 292. 
Está ubicado en la constelación de Tucana.
NGC 267 fue descubierta por el astrónomo británico John Herschel en el año de 1836.
Está aproximadamente a la misma distancia de nosotros que la Pequeña Nube de Magallanes a unos 199 000 años luz.
Tiene una magnitud visual de posiblemente 12.5, una declinación de -73°16′27″, una asensión recta de 00h 48m 2.9s y una dimensión aparente de 2,4 X 1,7.

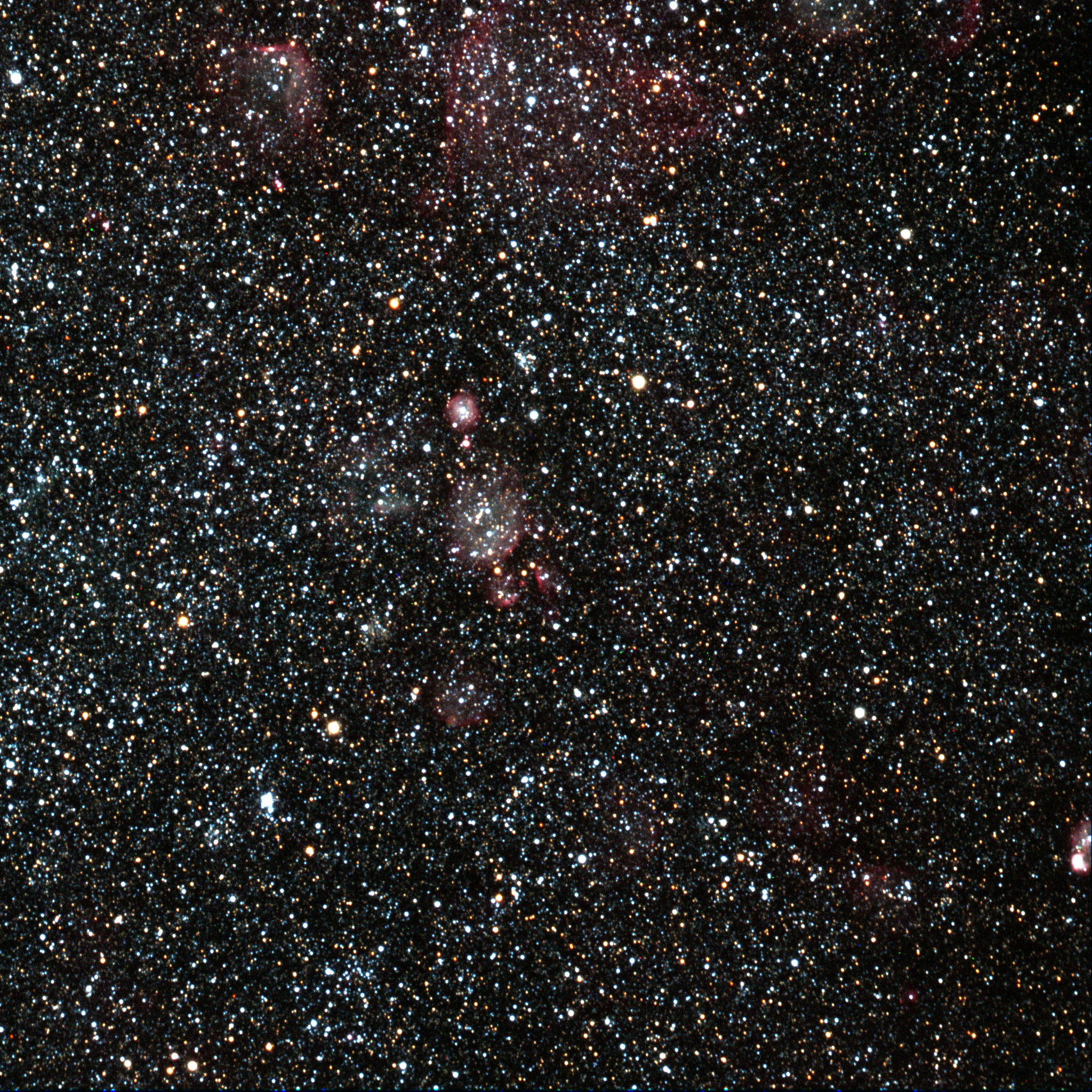
Imagen de NGC 267 en la SMC